# Dioko Kaluyituka
Alain Dioko Kaluyituka (* 2. Januar 1987 in Kinshasa) ist ein ehemaliger Fußballspieler aus der Demokratischen Republik Kongo, der bis 2011 beim kongolesischen Klub und CAF Champions League 2009 und 2010-Sieger Tout Puissant Mazembe unter Vertrag stand.

## Karriere

### Verein
Dioko Kaluyituka begann seine Karriere im Jahr 2004 beim AS Vita Club, wo er zwei Jahre lang spielte. 2007 wechselte er zum Ligakonkurrenten Tout Puissant Mazembe und erreichte im selben Jahr bei der CAF Champions League 2007 das Achtelfinale, wo man am marokkanischen Vertreter FAR Rabat scheiterte. Bei der CAF Champions League 2008 schaffte der TP Mazembe es, in die Gruppenphase einzuziehen. Doch in einer Gruppe mit dem späteren Finalisten Cotonsport Garoua, FC Enyimba und Al-Hilal Khartum konnte man mit dem dritten Platz nicht ins Halbfinale einziehen. Beim glorreichen Sieg bei der CAF Champions League 2009 wurde er mit fünf Toren der beste Stürmer des Turniers. Durch den Gewinn der CAF Champions League qualifizierte sich die Mannschaft das erste Mal für die Teilnahme an der FIFA-Klub-Weltmeisterschaft 2009, wo man von sieben Vereinen den sechsten Platz belegte.
Nach der erfolgreichen Titelverteidigung durfte man auch an der FIFA-Klub-Weltmeisterschaft 2010 teilnehmen. Nachdem man im Viertelfinale den CF Pachuca aus Mexiko mit 1:0 ausschaltete, gewann der TP Mazembe im Halbfinale gegen den brasilianischen Vertreter SC Internacional mit 2:0. Das 2:0 in der 85. Minute erzielte Kaluyituka mit einem flachen Schuss aus 16 Metern in die untere linke Torecke. Das war das erste Mal, dass einer afrikanischen Mannschaft der Einzug ins Finale der FIFA-Klub-Weltmeisterschaft gelang. Im Endspiel war man gegen den UEFA-Champions-League-Sieger Inter Mailand deutlich unterlegen und verlor mit 0:3. Anschließend wurde er mit dem silbernen Ball ausgezeichnet, den goldenen Ball bekam Samuel Eto’o.

### Nationalmannschaft
Seit 2004 bestritt Kaluyituka mindestens fünfzehn Spiele für die Fußballnationalmannschaft der Demokratischen Republik Kongo, in denen er drei Tore erzielte. Im Rahmen der Qualifikation für die Fußball-Weltmeisterschaft 2006 in Deutschland absolvierte er fünf Spiele, in diesen erzielte er ein Tor beim 1:1-Unentschieden gegen Kap Verde.

## Erfolge
- Kongolesischer Meister: 2009
- CAF Champions League: 2009 & 2010
- 2. Platz bei der FIFA-Klub-Weltmeisterschaft 2010

## Auszeichnungen
- Silberner Ball bei der FIFA-Klub-Weltmeisterschaft 2010
- Torschützenkönig der Qatar Stars League: 2013/14, 2014/15